# Bomba (calcolatore)

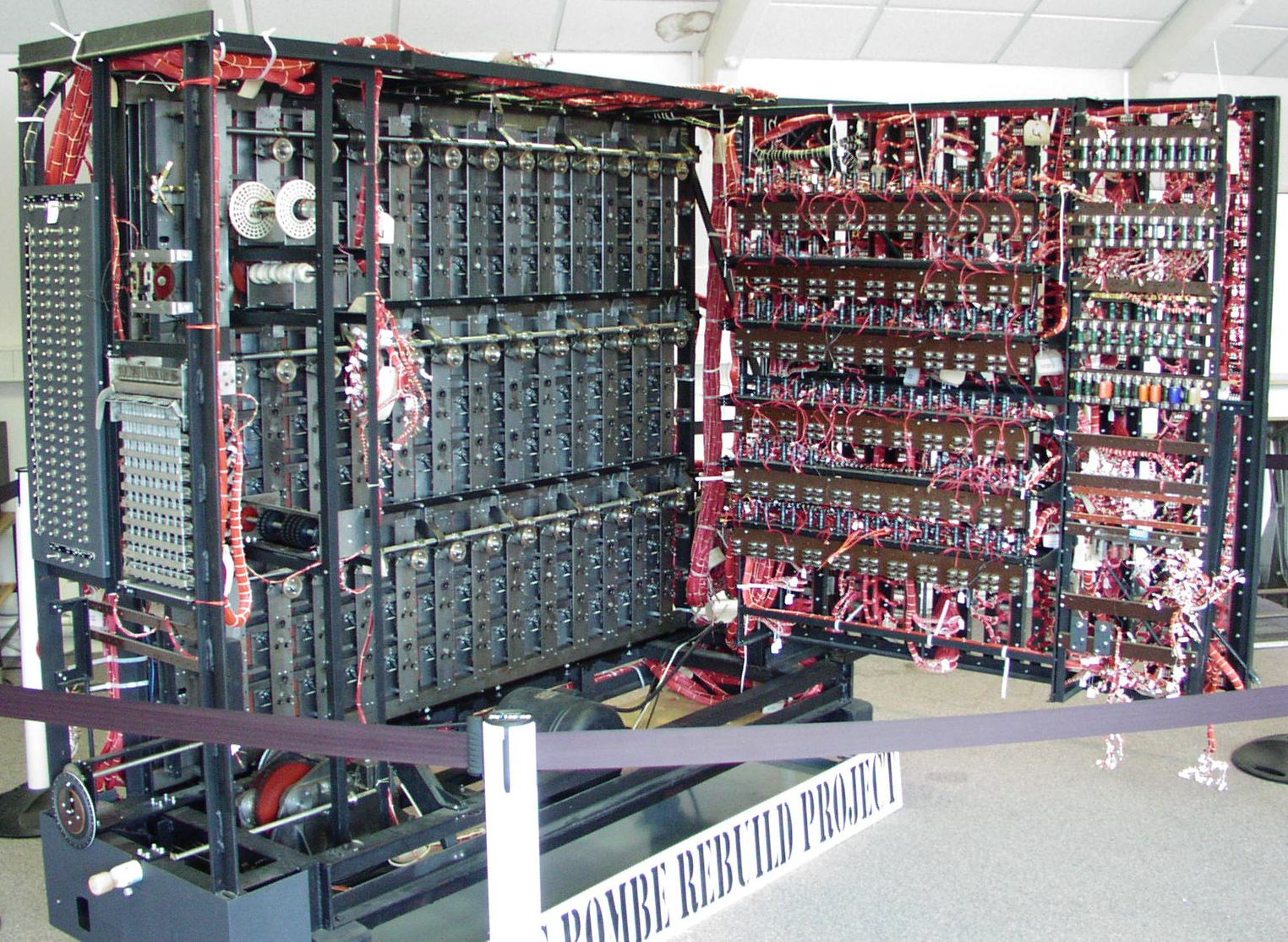
Una ricostruzione della macchina

La Bomba (da cryptological bombe, nome inglese derivato dal polacco bomba kryptologiczna) fu una speciale macchina calcolatrice utilizzata dapprima dal controspionaggio polacco ed in seguito da quello inglese per decifrare i messaggi segreti tedeschi codificati con la macchina Enigma, ideata da Arthur Scherbius.

## Storia
L'invenzione deriva dagli studi iniziati nel 1932 dal matematico polacco Marian Rejewski e da una sua prima realizzazione sotto forma di macchina calcolatrice completata nel 1938.
Una volta ricostruita la struttura logica di Enigma usando la teoria delle permutazioni, Rejewski progettò un dispositivo elettromeccanico, il "ciclometro", che permetteva di ricostruire velocemente la posizione iniziale dei rotori; in seguito venne usata anche la tecnica dei "fogli perforati", ed infine venne costruita la "bomba crittologica", un rudimentale calcolatore basato sul metodo forza bruta.  La "Bomba" che venne costruita in seguito dagli inglesi (stesso nome, ma macchina evoluta) era una macchina composta da molti moduli: ciascun modulo consisteva di uno scaffale di ferro largo 2,10 metri, alto 1,90, profondo 60 centimetri, e pesante circa una tonnellata. Ogni modulo metteva in movimento 108 rotori (più tre di controllo) in gruppi di 12 per fila, che eseguivano gradualmente la decodifica dei messaggi.
Con questo mastodontico apparato dal dicembre 1932 venne decriptato un buon numero di messaggi cifrati tedeschi; nel 1937 fu stimata al 75% la percentuale di messaggi Enigma decifrati dall'Ufficio Cifra polacco.
Tra il 1938 e il 1939 (esttamente il 15 dicembre 1938) i tedeschi cambiarono le regole di cifratura, introdussero  2 nuovi rotori (il IV e il V): Enigma al tempo continuava a utilizzare 3 rotori che venivano ora presi tra i 5 disponibili. Dopo l'introduzione di due nuovi rotori il metodo dei polacchi perse gran parte della sua efficacia. In quel periodo la decrittazione di messaggi Enigma da parte dell'Ufficio Cifra polacco divenne sporadica. In effetti, nel 1940 furono decrittati con l'aiuto della "Bomba" solo 178 messaggi.

### La Bomba inglese
La "Bomba" conobbe una nuova fase di sviluppo dopo l'entrata in guerra degli inglesi, ad opera del gruppo di matematici di Bletchley Park, con il contributo del geniale Alan Turing, considerato uno dei padri dell'informatica. Tali studi portarono nel 1939 alla costruzione della "Bomba" inglese e nel 1944 del calcolatore Colossus.

## La "Bomba" nella fiction
- Sekret Enigmy (Secret of Enigma, 1979), film polacco di Roman Wionczek, storia del Biuro Szyfrów (Ufficio Cifra) polacco che violò per primo il codice di Enigma.
- Enigma (2001), film di Michael Apted (coproduzione inglese, statunitense, tedesca e olandese). Nel marzo 1943 i decifratori di Bletchley Park scoprono con disappunto che i tedeschi hanno modificato il sistema Enigma usato dai loro U-Boot e fino ad allora decrittato grazie alle macchine "Bomba". Il brillante matematico Tom Jericho viene incaricato di trovare un nuovo sistema per decifrare i messaggi ma un'ombra di sospetto per spionaggio si allunga su di lui, in quel frangente, a causa della scomparsa della sua fidanzata.
- The Imitation Game (2014), del regista Morten Tyldum e Oscar alla migliore sceneggiatura non originale 2015. Durante la Seconda guerra mondiale il matematico Alan Turing prova a decifrare il codice Enigma con l'aiuto di altri matematici e crittografi, tramite una macchina automatica.